# Eriocaulon pancheri
Eriocaulon pancheri är en gräsväxtart som beskrevs av Paul Lecomte, André Guillaumin och Georges Eugène Charles Beauvisage. Eriocaulon pancheri ingår i släktet Eriocaulon och familjen Eriocaulaceae.
Artens utbredningsområde är Nya Kaledonien. Inga underarter finns listade i Catalogue of Life.